# Mara Selvini Palazzoli

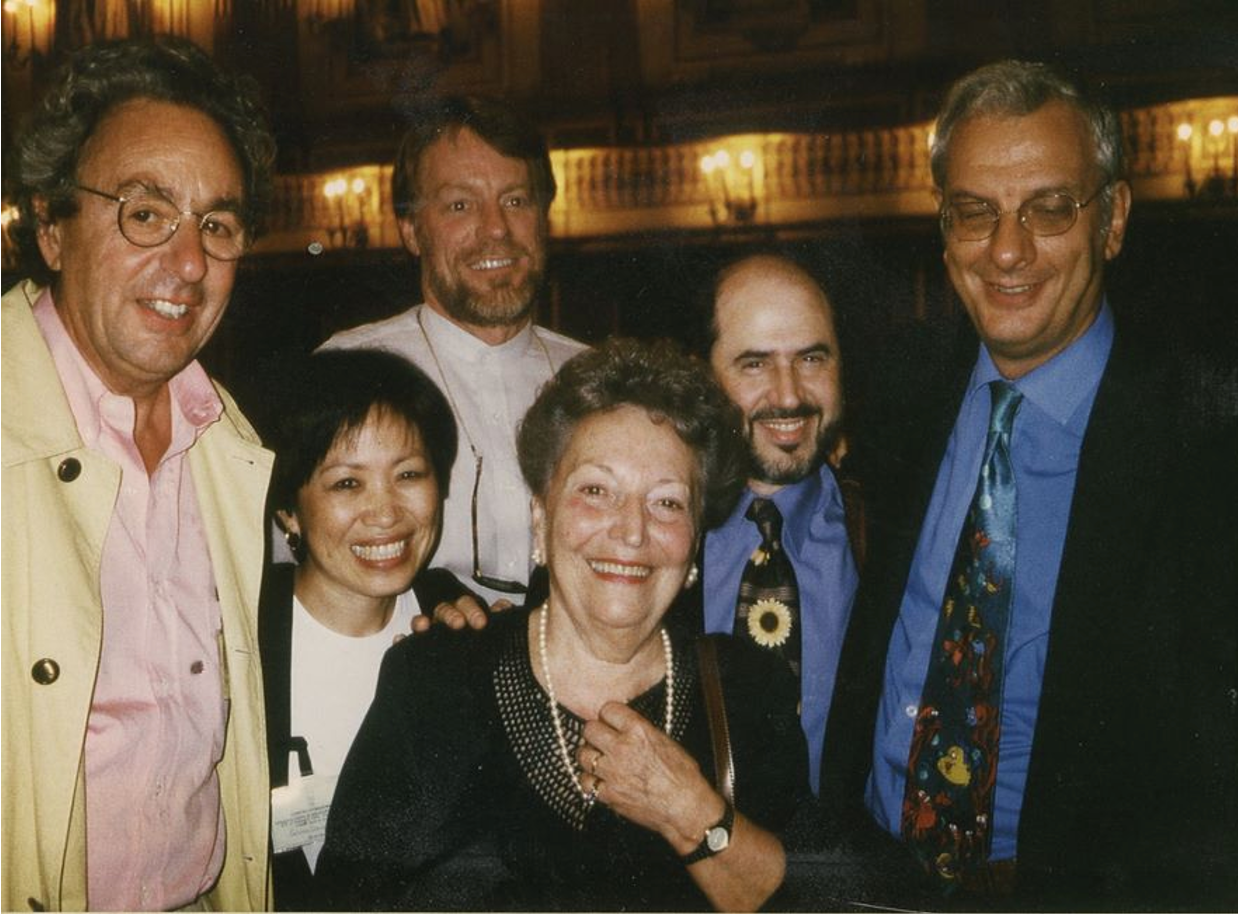
Mara Selvini Palazzoli mit Maurizio Andolfi, Vincenzo Di Nicola und Tazuko Shibusawa auf der internationalen Konferenz der Akademie für Familienpsychotherapie anlässlich des zwanzigjährigen Bestehens der Terapia Familiare, Neapel, Italien, 1997

Mara Selvini Palazzoli (* 15. August 1916 in Mailand; † 21. Juni 1999 ebenda) war eine italienische Psychoanalytikerin. Sie entwickelte das „Mailänder Modell“, eine Verfahrensweise in der systemischen Familientherapie.

## Leben
Mara Selvini Palazzoli war eine Tochter der Kaufleute Daniele (1880–1962) und Italia Palazzoli (1887–1941). Sie hatte vier Geschwister, zwei ältere Brüder, eine ältere Schwester und einen jüngeren Bruder. Die ersten drei Lebensjahre verbrachte sie bei einer einfachen Bauernfamilie, wo sie sich sehr geliebt fühlte. Später besuchte sie bis zur Maturità eine strenge Klosterschule der Suore Marcelline. Danach absolvierte sie ein Medizinstudium und anschließend eine Fachausbildung als Internistin an der Universitätsklinik von Mailand. In ihrer Arbeit lernte sie junge Frauen kennen, die an Anorexia nervosa litten, und entwickelte bei ihrer Behandlung psychotherapeutisches Interesse. Sie ließ sich zunächst zur Psychiaterin ausbilden und begann Anfang der 1950er Jahre eine Ausbildung zur Psychoanalytikerin. Die Ergebnisse dieser Arbeit befriedigten sie jedoch nicht und sie begann sich mit Familientherapie zu beschäftigen.
1967 gründete Selvini Palazzoli in Zusammenarbeit mit sieben weiteren Psychologen und Psychoanalytikern in Mailand das Centro per lo Studio della Famiglia e delle tecniche di Gruppo, das erste familientherapeutische Zentrum Italiens. Zunächst behielt sie eine psychoanalytische Basis in der Therapie bei, bezog jedoch die Familie des Patienten in die Therapie mit ein: In der Familientherapie ist der Therapeut nicht allein auf die subjektiven Äußerungen des Patienten angewiesen, sondern er kann dessen Situation auch aus der Sicht seines Umfeldes erfassen. Die therapeutische Arbeit versucht, die Beziehungen der Familienmitglieder untereinander zu beeinflussen. Später hielt Palazzoli die Psychoanalyse mit Sigmund Freuds Triebtheorie und seiner Vorstellung von einem „ursprünglichen Autismus“ nicht mehr für einen sinnvollen Ansatz bei ihrer Arbeit, sondern stellte die Bindungen des Menschen in seinem sozialen Umfeld in den Vordergrund der „ursprünglichen Entwicklung des Selbst“.
Ab 1971 entwickelte Selvini Palazzoli aufgrund ihrer Auseinandersetzung mit Batesons Kybernetik und Watzlawicks Kommunikationstheorie gemeinsam mit Luigi Boscolo, Gianfranco Cecchin und Giuliana Prata eine systemische Therapie, die nach der Veröffentlichung von Paradoxon und Gegenparadoxon als Mailänder Modell bekannt wurde. Nach der Auflösung ihres ersten Teams im Jahr 1980 gründete Selvini Palazzoli gemeinsam mit Giuliana Prata 1982 ein neues Institut unter dem Namen Nuovo Centro per lo Studio della Famiglia.
Mara Selvini Palazzoli wohnte in Mailand und war seit 1947 mit dem Kardiologen Aldo Selvini verheiratet, mit dem sie drei Kinder bekam.

## Werke
- Mara Selvini-Palazzoli, L´anoressia mentale. Feltrinelli, Mailand 1963. (Englische Übersetzung: Self-Starvation. From the Intrapsychic to the Transpersonal Approach to Anorexia Nervosa. Aronson, New York 1978. Deutsche Übersetzung: Magersucht. Von der Behandlung einzelner zur Familientherapie. Klett-Cotta, Stuttgart 2003, 8. Aufl., ISBN 3-608-95095-8)
- Mara Selvini-Palazzoli (Autorin), Luigi Boscolo (Autor), Gianfranco Cecchin (Autor), Giuliana Prata (Autorin), Paradoxon und Gegenparadoxon, Stuttgart 1977, ISBN 3-608-95375-2.
- Mara Selvini-Palazzoli (Autorin), Luigi Boscolo (Autor), Gianfranco Cecchin (Autor), Giuliana Prata (Autorin), Hypothetisieren, Zirkularität, Neutralität. Drei Richtlinien für den Leiter der Sitzung, 1981.
- Mara Selvini-Palazzoli et al. Hinter den Kulissen der Organisation, (6. Aufl.) Stuttgart 1995, ISBN 3-608-95014-1 und ISBN 978-3608950144
- Mara Selvini-Palazzoli (Autorin), Stefano Cirillo (Autor), Matteo Selvini (Autor), Anna M. Sorrentino (Autorin), Die psychotischen Spiele in der Familie, 2. Aufl., Stuttgart 1996, ISBN 3-608-91806-X.
- Mara Selvini-Palazzoli (Autorin), Stefano Cirillo (Autor), Matteo Selvini (Autor), Anna M. Sorrentino (Autorin), Anorexie und Bulimie. Neue familientherapeutische Perspektiven, Stuttgart 1999, ISBN 3-608-91981-3.